# Claude Lefèbvre
Claude Lefèbvre (Fontainebleau, gedoopt 12 september 1632 - Parijs, 25 april 1675) was een Frans schilder en graveur. Zijn werken worden onder andere tentoon gesteld in het Louvre en de National Portrait Gallery.

## Biografie
Claude Lefèbvre werd in Fontainebleau geboren als de zoon van Jean Lefèbvre die eveneens een schilder was. In 1654 ging hij in Parijs studeren aan het atelier van Eustache Le Sueur en na diens dood in 1655 ging hij in de leer bij Charles Le Brun. Als leerling van Le Brun werkte hij ook mee aan diverse kunstwerken in het nieuwe kasteel van Versailles. In 1663 werd hij toegelaten als lid van de Académie royale de peinture et de sculpture waar hij als assistent professor doceerde aan onder meer François de Troy en Jean Cotelle.
Lefèbvre bezocht ook Engeland en het Engelse hof waar hij beïnvloed werd door het werk van Antoon van Dyck. Rond 1673 bevond hij zich op de hoogtepunt van zijn carrière toen hij dat jaar in de Parijse salon tien verschillende schilderijen presenteerde. Twee jaar later overleed hij.

## Galerij

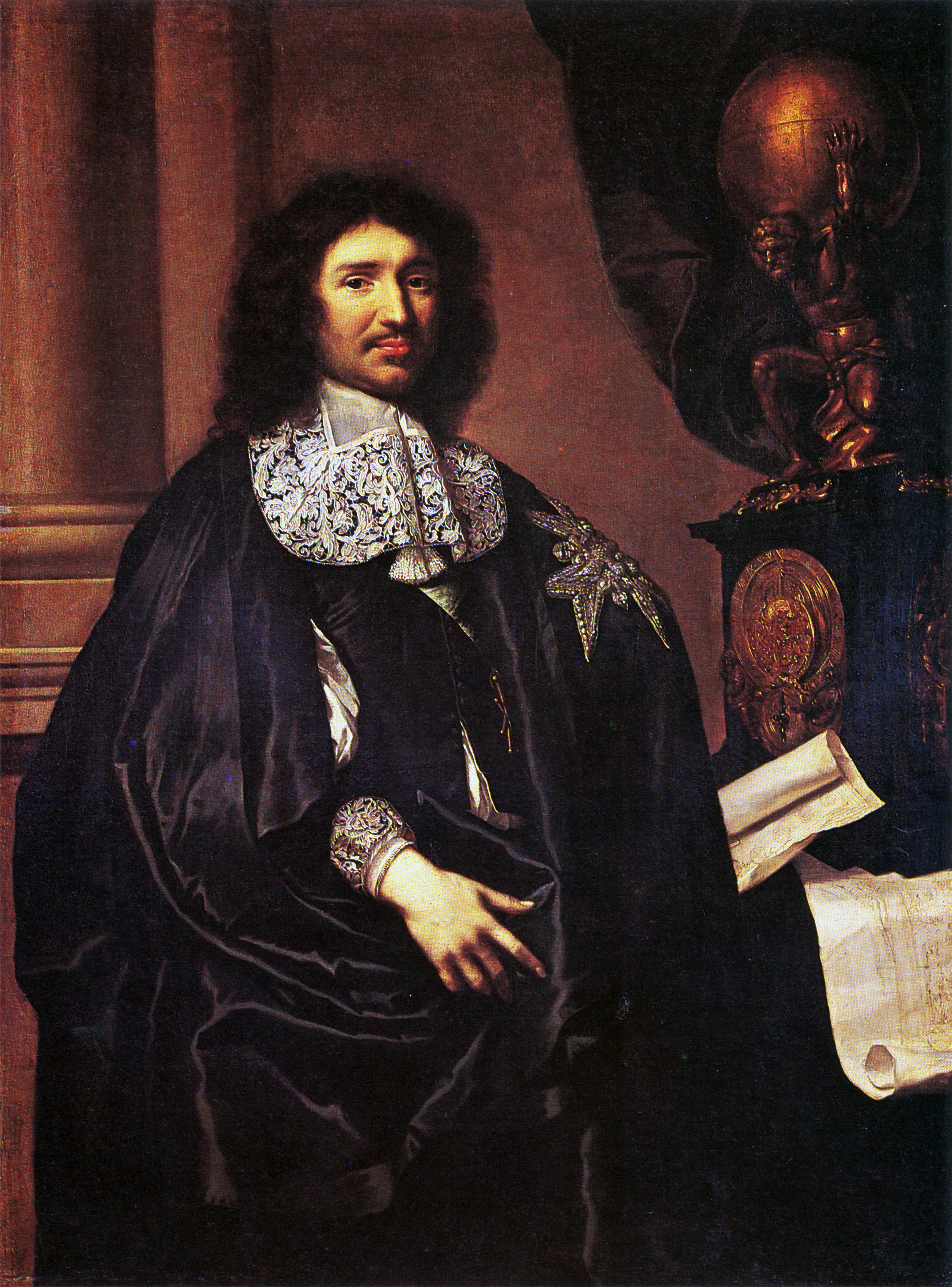
Portret van Jean-Baptiste Colbert
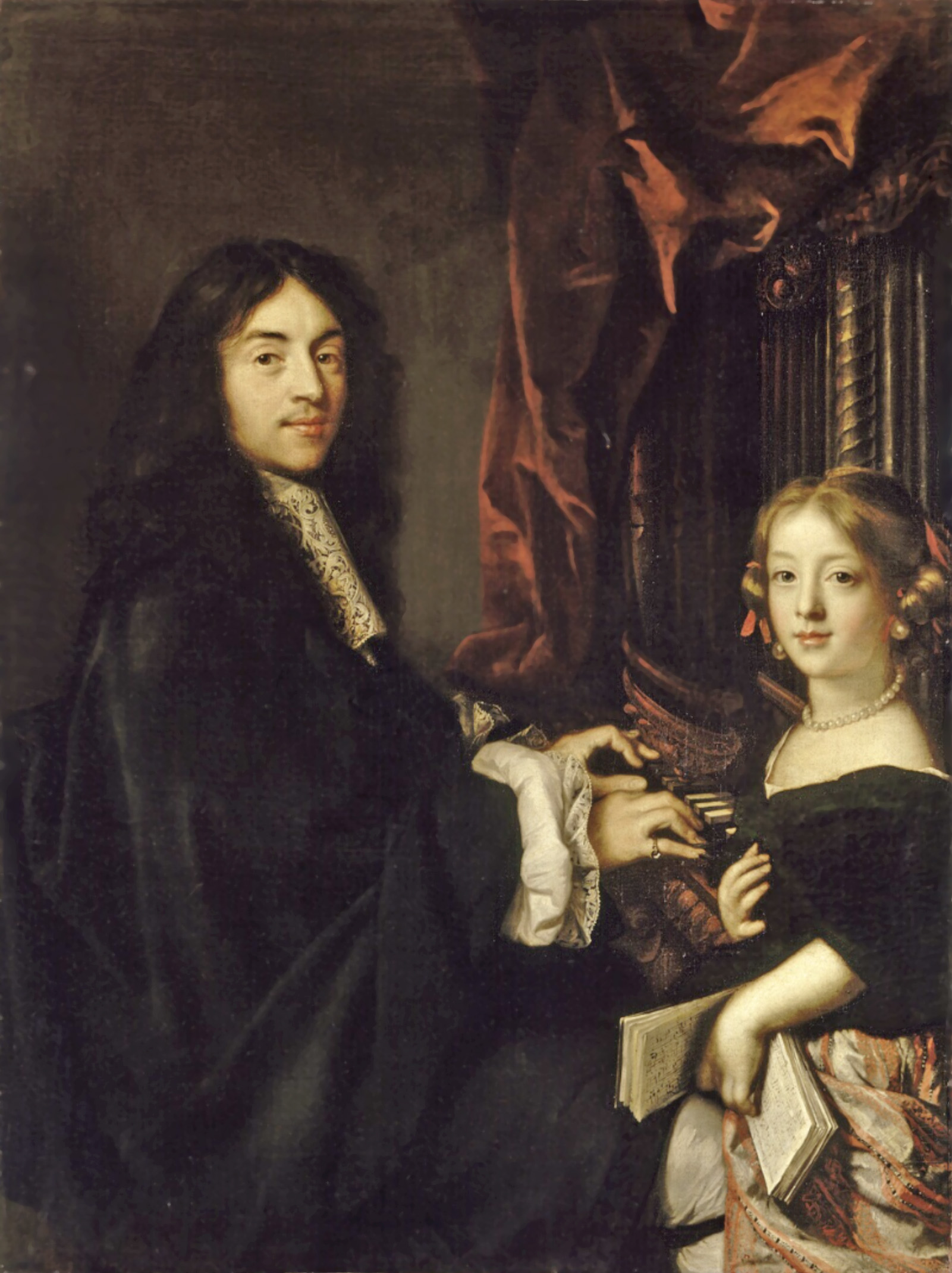
Portret van Charles Couperin
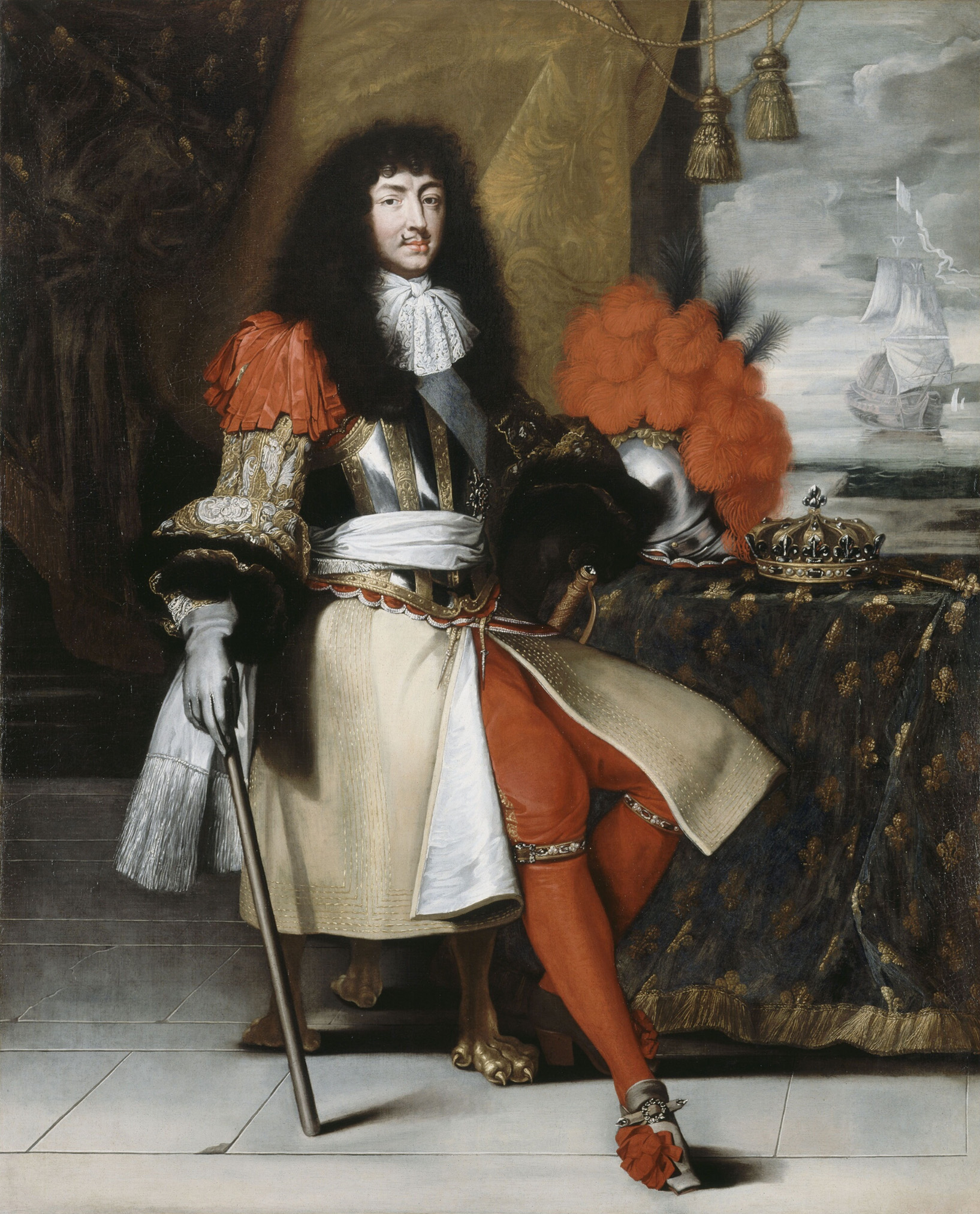
Portret van Lodewijk XIV

- Biblioteca Nacional de España: XX1215452
- Bibliothèque nationale de France: cb14907825h (data)
- Gemeinsame Normdatei: 124017274
- International Standard Name Identifier: 0000 0000 7982 3528
- KulturNav: f34ed21c-025f-4044-bebd-f57f64c96637
- Library of Congress Control Number: nr2004018250
- MusicBrainz: 383d9122-dea2-430f-9209-a62b99c7b3fe
- RKD-Nederlands Instituut voor Kunstgeschiedenis: 49028
- Istituto Centrale per il Catalogo Unico: BVEV147170
- LIBRIS: 335811
- SNAC: w6p288wq
- Système universitaire de documentation: 069311722
- Union List of Artist Names: 500020709
- Virtual International Authority File: 7655697
- WorldCat: E39PBJhCG7DGP3mHp8jtpjQg8C